# Ajzengart
V Ajzengartu je postavljen temni stolp. Tam je Saruman koval načrte z Sauronom proti Gandalfu in druščini. To je tudi čarovniški kraj. Ajzengart je imenivan po jezu Ajzen, ki so ga enti v drugem delu podrli ker je Saruman izdal Drevobradca s tem da je požgal južni del gozda. V Ajzengartu je Saruman ustvarjal uruk-haie ki so poboljšani orki. Tam so bili tudi orki ki so ubili Boromirja in napadli ljudi Rohana v Helmovi soteski. V Ajzengartu je tudi eden izmed palantirjev. S pomočjo palantirja si je Sauron prisvojil um Sarumana. Obrnjen pa je proti gorovju Caradhras. Saruman je to trdnjavo dobil po prvi vojni z Sauronom. Tukaj tudi ugrabi Gandalfa saj je Gandalf posumil, da se je Saruman spreobrnil. Hobiti z drevesi premagajo Sarumana in njegovo orkovsko vojsko. Ajzengart so uničili tako da so podrli jez Ajzen in tako je reka Ajzen stekla skozi in uničila vse na poti. Trdnjava po izgledu zgleda kot trdnjava v Mordorju samo pomanjšana. Je črne barve in ima nekakšno obzidje.